# ピコピコポン
『ピコピコポン』は、1987年4月6日から1991年3月12日までの4年間にわたってNHK教育テレビで放送された子供向けの連続ストーリー物の人形劇である。幼児期の子供を対象に、数や図形の認識につながる基本を人形劇の物語の中に毎回1つのテーマとして取り入れ、幼児の数量認識を養っていく番組として学校放送で放送された。
その後の2008年9月26日に、ファンの熱い要望を受けて6枚組のDVD-BOXが発売された。また、このDVD化に際して新作動画が制作され、公式サイトで公開された。そして2009年7月21日 - 24日のAM10:30 - 10:45に、「キャンディママ編」のラスト4話が放送された。

## 放送時間
いずれも日本時間。
- 1987年度 - 1988年度：土曜日 10:30 - 10:45、月曜日 09:15 - 09:30（再放送）
- 1989年度：水曜日 10:30 - 10:45、木曜日 09:15 - 09:30（再放送）、金曜日 15:00 - 15:15（再々放送）
- 1990年度：火曜日 10:30 - 10:45、月曜日 09:15 - 09:30（再放送）

## 教育内容
- 物の名前
- 数の名前
- 数の数え方
- 数の書き方
- 数の順番
- 形の名前
- 早いと遅い
- 多いと少ない
- 長いと短い
- 右と左
- 上と下
- "X"の意味
- 時計の読み方

## スタッフ
- 作 - 小山田満月

## ストーリー
「パッキー」と「ムンム」は、「宇宙船ピコポン1号」に乗り、宇宙を旅していた。その途中、流れ星との追いかけっこの末に水の星に落ち、「グーグー島」に不時着する。その時、宇宙船の動力源で、5つのラッパ状の不思議な宝物「ピコピコポン」がピコポン1号からはずれてしまう。そして二人は、島の住人である「ガルガリ博士」と「ドコドン」に出会い、「ピコピコポン」や島に隠された宝物をめぐり、様々な冒険を繰り広げる。
ピコピコポンはストーリーの展開に特徴がある。毎年、第1話はパッキーとムンムのグーグー島への不時着から始まるのだが、結末が毎回異なるいわゆるパラレルワールドのような展開になっている。話のパートは「ピコピコポンさがし編」「たからさがし編」「キャンディママ編」「ダルー編」「ゴジー編」の五つに分かれる（DVDによる）。1年目は「ピコピコポンさがし編」と「たからさがし編」のみの20話。2年目は前2編に「キャンディママ編」を加えた35話。3年目は「キャンディママ編」が「ダルー編」に差し替わり35話。4年目は「ピコピコポンさがし編」と「たからさがし編」がそれまで合計20話だったものが8話へと大幅に短縮され、そこに「ダルー編」全てと「ゴジー編」を足すことで35話の構成になった。それぞれのパートは年によって若干話の入れ替えがあるので、たとえば同じピコピコポンを手に入れるのでも、年によってその状況や方法が変わる。

## キャラクター
パッキー：小林優子
ピンク色の体が目印の女の子で、お花の髪飾りがチャームポイント。ムンムとピコポン1号で宇宙を旅行していた際に、流れ星を追いかけた拍子にガルガリ博士とドコドンが住むグーグー島がある水の星の引力に引き寄せられる形で2人と出会った。
お転婆で行動力は4人の中で一番強い。あまり考えずに行動する節があり、他の3人を振り回したり敵の罠に嵌まる事も少なくない。ダルー編でピコポン星の王女だと判明するが、その後、実は両親が本当の王と王妃ではないという、本人も知らなかった事実が明らかになる。詳細はパパの項目を参照。ダルー編後は、「お姫様」という立場からピコポン星の住民として暮らしている。本人曰く、グーグー風邪にかかるまでは一度も病気になった事が無い健康体。料理が得意と自負しているが、目玉焼きしか作れない。
ムンム：杉山佳寿子
オレンジ色の体の男の子。一人称は「ボク」だが、ガルガリ博士にポンの食器の偽物を売りつけられそうになった際は、あまりにも頭に来たのか一度だけ「オレ」と発言している。パッキーとの宇宙旅行中、ガルガリ博士とドコドンに出会った。行動派のパッキーとは逆に理論派なので、冷静に考えていたり暴走しがちなパッキーのフォローに回る事が多い。怖がりだが、他の3人にそれを指摘されると「怖がってなんかないやい」と強がる場面も多い。しかし、常にそういった様子というわけではなく、いざという時は普段が怖がりとは思えない毅然とした立ち振る舞いを見せる事がある。
手先が器用でパッキーのお墨付きで料理が得意な他に、機械に強いためピコポン1号の修理や点検は主に彼の仕事である。難しい言葉を知っており、作中では「分譲地」「展示即売会」などといった言葉を解説することもある。また「ゴジー編」では、後述のゴジーから「私のオフィスで働きませんか？」と勧誘された事がある。ピコポン星の王子だが、ダルー編後にはパッキー同様に住民へと変わっている。玉ねぎが大嫌いで見ただけでオロオロとしてしまう他に、パッキーにたくさん食べさせられたせいで目玉焼きに苦手意識を見せた事も。
ガルガリ博士：大塚周夫
緑色の髪の毛と一本のキバが印象的な、自称宇宙一の発明家。一人称は「ワシ」。グーグー島にドコドンと2人だけでサザエ型の家に住んでいるが、いつから住んでいるか、なぜドコドンと2人なのかといった詳細は不明。グーグー島の山に隠された秘宝を手に入れるために空を飛ぶ練習をしていたが、パッキーたちの不時着後、ピコピコポンで空が飛べるとわかるとそれを執拗に狙うようになった。
この事からもわかる通り金銭欲が凄まじく、金や宝が絡むと普段からは想像も出来ないような実力を発揮し、悪の手下となる事も躊躇しない。が、一方で非常に寂しがり屋な面もあり、「ダルー編」ではパッキー達がピコポン星に戻る際には、ピコピコポンを壊そうとしてまで引き留めようとした他に、全編を通じてパッキー達とドタバタを演じるのを楽しんでいる向きもある。ドコドンに対しては時折理不尽な扱いをする事も目立つが、「一番の親友」として大事に思っており、「ダルー編」終盤ではそれが従っていたダルーから離反するきっかけとなった。
また、発明家と名乗るとおり数々の発明品を生み出している。原始的で単純な道具から、ロボットなどの高度な知識や技術を必要とするような機械類までと、その発明品のバリエーションは豊かである。中にはしばらく使用していたら壊れてしまったがピコピコポンの複製品を作ったり、パッキーたちでさえ完全に修理出来なかった「お知らせロケット」を修理・改良を施している。
特技として変装があり、変装以外の用途でも服装を変える事が多く、その完成度は非常に高い。島に4人しか住んでいないにも拘わらず、最初は他の3人も騙される程である（作中で主にやった変装は、ドラキュラ・仲間評論家・手品師・ドコドン・神様・真っ黒仮面・ガツガツ商会の商売人・怪人水ミミズなど）。また本人曰く「形から入る性格」との事で、本来は絵心が無いものの画家に変装した際は、見事な絵の腕前を披露している。しかし、本人のミスにより正体が露呈する事が多く、ゴジーに至っては初見でガルガリ博士の変装を看破している。
他にも暗号解読が得意で、「キャンディママ編」では数々の暗号を即座に解読している。また、当初はまともに動かせずにいたが、後にパッキーとムンムの操縦を見て覚えたようで、彼ら以外でピコポン1号を操縦出来るようになり、騒動の原因になる事もあったが「ゴジー編」終盤で大活躍をしている。悪事を働くが、どこか憎めないキャラクターである。ちなみに、ある程度は我慢が出来るものの閉所恐怖症であり、極端に狭い場所ではパニックに陥る事も。
名前のモチーフは『カリガリ博士』からだと思われる。
ドコドン：西尾徳
グーグー島でガルガリ博士と暮している、恐竜の男の子。一人称は「おいら」。あまり賢い方ではないが、時にはしたたかな行動に出る事もある。しかしパッキーに一目惚れしてしまったために彼女には頭が上がらなく、可愛くお願いされると「パッキーちゃんのためなら」といつも従ってしまう。この時は普段以上の筋力を発揮したり、頭が冴えたりする事もある。
トラブルの原因になる事も多いが、筋力と肺活量はずば抜けており、それらを活かして要所要所で仲間の危機を救う大活躍をする。基本的には優しい温和な性格だが「怪獣」と言われると「おいらは心やさしい恐竜！ 怪獣じゃない！」と本気で怒る。それ以外でも普段は滅多な事では怒らない分、一度怒ってしまうと頑固になる一面もあり、特にピコポン1号を暴走させ宇宙に飛び出してしまったガルガリ博士を捜していた際の一悶着では、パッキーのお願いすら聞かない程。食欲旺盛で食べ物には見境がないが、食べるだけではなく作るのも得意で、特に手製の「グーグー芋粥」は、素朴ながらゴジーの作る高級料理に匹敵する味を誇る。元来が素直な性格のためか隠し事が苦手で、秘密や内緒にした事をうっかり口にしてしまったり、口止めをされても我慢が出来ずに喋ってしまう事が多い。
ミーニャ
グーグー島に古くから住んでいる黄色い竜巻。登場時は名前がなく、ドコドンから「黄色くってゴーゴー渦巻いてて何でもかんでも吹き飛ばしちゃういたずらっこ」と呼ばれていたが、後にそのドコドンによって「ミーニャ」と命名される（ちなみのこの時ガルガリ博士は「竜巻ゴーゴーの助」と名づけたかったようである）。島に眠る宝の番人であり、意志を持ち、宝を狙う4人の邪魔をする。氷の洞窟に一度は閉じ込められるものの、キャンディママ編で復活。その際に初めて言葉を話し、キャンディママとは「宿命のケンカ友達（つまり宿敵の事）」である事が判明した。
キャンディママ：里見京子
グーグー島の壺に封印されていた、大柄で耳の長い犬のような姿をした怪人。裏グーグー島の塔を拠点とし、メカバードを手下に従えている。パッキーたちに裏グーグー島で6つの冒険をさせ、成功するたびに不思議な棒付きキャンディーを与えていた。優れた技術者としての一面を持っており、夢は全世界の生き物すべてをロボットに変えて支配する事。普段は優しい物腰の淑女として振舞っているが、怒ると「キーンキンキンキンキンキーン!」という言葉と共に顔つきが変わり、恐ろしい性格になる。一人称も「わたくし」から「俺」へと変化し、パッキーたちのことも「あなたたち」から「おめぇら」と呼ぶようになる。口癖は「わたしの可愛い子羊ちゃんたち」。最終的にゼロの壺に封印される事になったが、ゴジー編の最終回でゴジーの手によってダルーと共に復活。パッキーたちへの恨みを露わにしている。
メカバード
キャンディママの手下である、カラスか九官鳥のような容貌をした機械の鳥。普通の鳥と同じ鳴き声しか発しないため、キャンディママやパッキー達とは道具やジェスチャーで意思表示を行うが、ガルガリ博士とドコドンに捕まった際には、博士が造った翻訳機械で繋がったドコドンの声を通じて一度だけ喋った事がある。体躯は小さいながら、パッキーとムンムを網で捕まえて連れ去ったり、逆に自分を捕まえようとしたガルガリ博士とドコドンを被された虫取り網ごとはるか上空へと上昇するなど、外見とは裏腹にかなりの力を持っている。当初はキャンディママの忠実な手下として活動していたが、予てからママの横暴な扱いに不満を覚えていた様子。ある一件で翼が故障した際にパッキーに修理してもらい、その事に恩義を感じてか以降は4人に協力的な態度を取るようになった。「キャンディママ編」の最後では彼らを窮地から救う活躍を見せた後、そのまま行方不明となる。
ダルー：齋藤隆
本名・トッピンバラバラゲーゲリミントハジケラフガングダルー。パッキー達の父である王の政治に不満を持った虫たちの憎しみが具現化した怪物。体格は長身痩躯だが、見た目はゴキブリのようであり、頭の触角は自分の嫌いなものや探しているものが近くにあるとピリピリと反応し、その精度は100％を誇る。背中に虫の羽のようなマントがあり、それを羽ばたかせて空を自由に飛んだり、強風や衝撃波を巻き起こしたり出来る。
性格は感情的かつ、自己中心的で冷血。そして死刑が大好き。音楽に対して独自のこだわりを持っており、彼曰く「静寂や静けさに勝る美しい音楽はない」との事。パッキーとムンムが宇宙旅行へ旅立った後にピコポン星をのっとり、王と妃を城の奥にある塔の部屋へ幽閉。当初は王によって牢に閉じ込められていた虫たちを解放するも、ダルーの支配から逃げ延びていた虫たちによると、その後に何故か現在のように豹変してしまった様子。自分を生み出した虫たちも石に変えてしまい、ピコポン星の正式な王となって星を支配するべく、即位の儀式に必要な『キングの3点セット』を探している。
左手に分身である後述のレフトダルーを宿しており、性格が正反対のため口論が絶えない。邪魔になった際はマントで隠して無理やり黙らせる以外に、感情に任せてレフトダルーを叩く事があるが、肉体を共有しているためにそうするとダルー本人にも痛みが伝わってしまうので、「まったく、なんて不便な体なんだ……」とぼやいた事も。
悪役の割には早寝早起きなど規則正しい生活をおくったり、手に入れた包丁の試し切りの際にきちんとエプロンを着用したりレフトダルーの冗談に流されたりするなど乗りの良さと律儀なところがある他に、自身が上記のような不便な体であるためかガルガリ博士の体調を気遣ったりと、意外な一面もある。「チーッチチチチチ!」という独特な笑い方が特徴的であり口癖。ダルー編の最後では吹き飛んできたドンマイ先生の体の一部である岩がダルーに直撃し消滅したが、ゴジー編の最終回でゴジーの手によってキャンディママと共に復活。パッキーたちへの恨みを露わにしている。
レフトダルー：西尾徳
ダルーの左手。ダルー本体とは別に顔があって、個別の人格も持っている。性格はダルーとは正反対で、冷静かつ道徳的。ダルーの良心というべき存在で、本体であるダルーへ説教や哀れみの言葉を投げ掛ける他にも、パッキーたちに度々助言してくれる事もあった。他にも要所々々で密かに物語（ゴジー編含む）を動かしてきたキャラクターである。人格は別でも肉体は本体と共有しているため、例えばレフトダルーが食べたものもダルー本体の胃に入る事になるため、まんじゅうを食べすぎて胃もたれを起こした事がある。他にも口喧嘩などでダルー本体に殴られると両者共に痛みが伝わったり、ダルー本体が攻撃されるなどして気絶した場合、レフトダルーにも間接的にダメージが及んで苦しむ様子も描かれている。
パパ
パッキーとムンムの父親で、ピコポン星の王様。ダルー編で初登場。緑色の体をしていて口髭が特徴。温和な性格だが、王としての仕事を精力的かつ迅速にこなすなど行動力や決断力に優れている。その反面、やや押しに弱くママに頭が上がらなかったりするなど、息子のムンムと似た部分がある。
前述の通りピコポン星の王だったが、後に即位の際に王になる儀式をしなかったため、真の王ではなかったことが判明した。そもそも出身がピコポン星ではなく、かつて住んでいた星で戦争（作中のイラストから核戦争かと思われる）が起こったために、生まれて間もないパッキーとムンムを連れてママともに脱出、難民としてピコポン星に流れ着いたという事情がある。ピコポン星の原住民である虫たちから頼まれて王となり、当初のその働き振りは彼らから感謝され、評価も高かった（「ゴジー編」では、その際に虫たちから貰った感謝状がある）。
ところが、後に彼らのために花の種を作る工場や高速道路を多数建設したが、それが虫たちのやり方と余りに掛け離れていたために次第に彼らの怒りを買ってしまい、それがダルーを生み出す元凶となってしまった。
パッキーとムンムが旅立った後に、そのダルーの手で城の塔の間に幽閉されていたが、偶然にもその付近にたどり着いたガルガリ博士の活躍で脱出した。その後、王の儀式を行い正式に王位に就く事を決意するが、虫たちから嘆願され、王にはならずにピコポン星の住民としてお花畑の番人をしながら暮らす事になった。それ以降は、虫たちとも良好な関係を築いているようである。
ママ
パッキーとムンムの母親。パパ同様、ダルー編で初登場。オレンジ色の体をしているが、ムンムよりもママのほうが若干色が濃い。平和を愛し、時には息子たちに厳しい良き母親である。一方でやや負けず嫌いなところがあり、その際には大人げも無く向きになるなど、娘のパッキーと共通する面がある。パパと一緒にダルーによって幽閉されていたが、無事に脱出した。ダルーがいなくなった後は、パパと一緒に花畑の番人として暮している。
ドンマイ先生
ピコポン星にいる話す巨岩で、パッキーとムンムの先生。物知りであるがほぼ一日中眠っており、たとえ目覚めても寝ぼけているので、助言を聞き出すのに苦労する。しかし、ふとしたはずみで短時間だが頭が冴える時があり、その際にはパッキーらに的確なアドバイスをしてくれる。頭が冴えると、はっきりと目が見開くと同時に頭頂部にあるテニスボール大の丸い石が浮遊する。
ゴジー：難波圭一
ゴジー編でパッキー達が出会った敵。犬のような顔をしており自称「宇宙一のビジネスマン」。パッキー一行がピコポン星の水不足解消の為に水の星へ訪れた際に、原住民であるガルガリ博士とドコドンが不在のグーグー島にいつの間にか住み着いており、全宇宙監理局からグーグー島の半分の所有権を手に入れ、その一角にビルの乱立するオフィス街を建設していた（土地の買占め防止の為か、全宇宙監理局は一度に得られる未開の土地所有権を制限しているようである）。
普段はとても礼儀正しく、紳士的な態度でパッキー達4人に接していたため、当初は敵か味方かはっきりしていなかったが、実は金儲けのためならどのような手段も辞さない非情な性格の持ち主。宇宙に散らばる金持ち星を水の星の付近へ呼び寄せ、大儲けしようと企んでいた。そのやり口は、自他共に認める守銭奴のガルガリ博士でさえ「こいつワシよりがめついんじゃないか？」と言ったり、そんな博士に散々振り回されてきたパッキーでさえも「博士の方がまだ可愛いぐらいだわ」と言う程である。
グーグー島の土地所有権を巡ってドコドンと争った事もあり、その際には料理、アーチェリー、ボクシングで競った。どれも実力は一流であるが、特にボクシングは力自慢のドコドンをも圧倒する腕前である。午後5時になると本人の意思と関係なく変身をしてしまうため、常に時間を気にしている。そのために「いま何時？」が口癖。笑い声は「フォッフォッフォ」。作中では「スロットマシーン」、「あげ鯛」、「泣き虫」、「ラクダ」、「怪物ベジー」へと変身した。
最終回にて、自分のビジネス計画をことごとく邪魔したパッキー達に対して怒りが爆発し、ビックリ発電所のパワーでダルーとキャンディママを復活させパッキー達に差し向けるが、もともと自己中心的でチームワークは皆無である二人に散々振り回され、ムンムの作戦に引っかかったダルーに脅されてピコポン星を復活させられた挙句（ゴジー当人は、金を払えないピコポン星に水を送るつもりは無かった）、更にガルガリ博士の作戦によってダルーとキャンディママは取っ組み合いの仲間割れを起こしてしまう。
そんな彼らを見限って強引に宇宙大改造計画を再開するが、そこへ自重に耐えられなくなったピコポン星が落下してくる。それによってビックリ発電所は破壊され、その影響でエネルギー供給を絶たれたダルー達も消滅を始めるが、目覚めたレフトダルーによって「お前はワシらと一緒にいる方が宇宙のためだ」と道連れにされ、共に消滅するという最期を迎えた。

## 作中に登場するアイテム・メカ
ピコピコポン
パッキーとムンムが一番大切にしているモノで、形状はラッパに似ている。赤、緑、黄、ピンク、オレンジの5色を揃えると空が飛べるという不思議な力がある。通常はピコポン1号の動力源として同機に取り付けてあるが、後述のオケライザーの動力にも用いられている。また、外してラッパのように吹くことでも単独で飛行が可能である。また、赤と黄色の2つのみを吹くと制御不可能な「めちゃくちゃ」飛行をし、これに緑を加えた3つのみを吹くと吹いている者が地面に穴を掘ってしまう。いずれも冒険の際に何度か使用している機能である。また、2つの組み合わせで緑とピンクの場合は、吹いた者ではなく周りにあるものを「めちゃくちゃに」飛ばすこともできる。実は「キングの3点セット」のうちの1つ、「ポンの食器」である。
ピコポン1号
パッキーとムンムが使用している宇宙船で、てんとう虫のような形をしている。出入り口は外観下部からそのままコックピットに直結しており、内部の出入り口はマンホール蓋状のハッチになっている。着陸時には下部に虫の足のごとく6本のランディングギアが展開する。操縦者は持ち主であるパッキーとムンム以外に、後に操縦方法を覚えたガルガリ博士の三名がいる。コックピット上部から前方に向かって触角のような管が伸びており、その先端にピコピコポンを取りつけることで空を飛ぶことができる。また、後述のびっくり石のような外部エネルギーを用いて馬力や出力を上げる機能も搭載されている。
グーグー島など別の星に滞在するための居住空間としての機能も有しており、そのための寝室や修理を行うための部屋はそれなりに広く設けられているが、一方でコックピット内の広さは本来はパッキーとムンムの2人乗り用に造られているため、ガルガリ博士とドコドンが乗るとかなり狭い。作中でいちばん活躍をしていると同時に、ガルガリ博士の運転ミスやダルーからの攻撃により一番壊れるメカでもある。
ピコドコポン
ガルガリ博士が造った掃除機を模ったピコピコポンを探すための機械。レーダーがついており、ピコピコポンを見つけると自動的に吸い込み回収する。探索能力だけでなく吸引力も高く、大柄なドコドンさえも吸い寄せるほどである。最終的に博士が強引にフルパワーで稼動させた事で壊れてしまい、更にミーニャに妨害された事で赤と黄色の二つだけが手元に残ったものの、一時とはいえ五つ全てを短時間で探し当てるほど高性能。
ポンポンスペシャル
ピコドコポンの同等品で、ガルガリ博士が造ったポンの食器を探すための機械。こちらは飛行中のピコポン1号を吸い寄せるほどの吸引力を誇るが、目的を達成できなかった。
また、予定よりも急ピッチで作製したためか取り出し口が設けられておらず、レーダーも搭載されていないので吸引対象は無差別であり、更に吸い込んだ物を取り出すのにその都度部品を取り外さなければならないなど、ピコドコポンよりも吸引力は勝っているものの全体的な性能は劣る。
宝の地図
ガルガリ博士が所持している、グーグー島とそこに隠されている宝物の在り処を記した地図。地図には島の全体図といくつかの地名が記されており、歌鍾乳洞（シロホン洞窟）などの一部の場所については特徴も記載されているようである。ただし、宝物の在り処である宝の山については、ここに宝が隠されているという情報のみで内部の詳細については伺い知る事は出来ない。
なお、この地図はガルガリ博士が最初から所持していたものではなく、過去に博士が一人でゴーストタウンに訪れた際に偶然発見したものである。当時の博士は一人ではゴーストタウンをあまり調査出来ず、本人によると廃墟の不気味さも相俟って地図を見つけた直後にそのまま大急ぎで持ち帰ったと語っていた。
ガボット
ゴーストタウン探検用にガルガリ博士が作ったロボット。ガルガリ博士が作ったロボットなのでガボットと命名された。2本のレバーがついた無線リモコンで操縦する。探検前日のお披露目の際にドコドンに壊され修理不能となったため、探険当日はドコドンが中に入りガボットのふりをした。しかし、ゴーストタウン到着直後に居眠りをしてパッキー達とはぐれてしまい、それから程なくして暑さに耐えれなくなったドコドンがパーツを脱ぎ捨ててしまった挙句に、それを石の怪物に悪用されるなど期待されていたが全く活躍することはなかった。
キャンディママのキャンディ
キャンディママがパッキーたちに冒険をさせ、それらが成功する度に与えていた。全部で赤・黄・緑・黄緑・オレンジ・ピンクの6つある。単体では味がしないが、冒険したうえで6つ全てを集めると冒険のエキスが濃縮された状態になり、キャンディママが一舐めするとパワーアップする。
なぜいらず草
キャンディママの風邪を治すためにパッキーとムンムが探しに行った薬草。5枚の花弁で手のような形を構成しており、じゃんけんのグー、チョキ、パーをそれぞれのパターンにしたがって繰り返し出している。通常ではどんなに引っ張っても全く抜けないが、そのじゃんけんに勝つことで簡単に抜くことができる。
ボンベの実
カラカラ砂漠のゆっくり岩の下にある実で、ピーナッツのような形をしている。中に酸素が入っている天然の酸素ボンベ。中の酸素は1時間分しか持たない。
ピッコリの木
Pの字の形をした木で、先端に赤青黄の三色の実がなる。実の中の一つに、ピコオイルというピコピコポンを鳴らす機械の燃料となる油が詰まっている。ピコポン星の植物と思われるが、水の星のグーグー島にも生えている。
ニガニガ人参
グーグー島に不慣れな者がしばしばかかるという「グーグー風邪」の特効薬である、高麗人参のような見た目の植物。名前通り非常に苦いが栄養価が高く、特に葉の数が多いほど育ちが良く、これを煎じて飲むとたちどころに風邪が治る。
お知らせロケット
グーグー島にいるムンムたちに、ピコポン星の危機を伝えにきたトンボ型のロケット。長旅の影響で壊れてしまったが、後にガルガリ博士に改良されピコポン星への旅に利用された。「ゴジー編」でのピコポン星の水不足解決の際には、勝手にピコポン1号に乗っていったガルガリ博士を追うためにパッキー達が利用。その際には操縦席が設けられていた。
キングの3点セット
ピコポン星で王になるための道具で、ピコの包丁、ピコの鍋、ポンの食器の3つである。いずれも王の儀式に必要な道具。
ピコの包丁はフラーラの園に隠されていた。最初は4本あるように見えたが、その包丁を組み合わせることでピコの包丁となる。包丁の先が十字型に組み合わさった形をしている。パッキーたちが見つけた直後に、その様子の一部始終を窺っていたダルーに襲われ横取りされた。
ピコの鍋は当初は鉄板状（鍋の材料）として箱に収められ、ドンマイ先生の住む森に隠されていた。プレスツリーという木に加工してもらう事でピコの鍋になる。形状は3つのプリン型を合わせた形。鍋に仕上げてもらうも、ダルーの謀略にまんまと乗ってしまったガルガリ博士が、お金欲しさにダルーに売り渡してしまった。
ポンの食器はピコピコポンのことであり、元からパッキー達の手元にあったことになる。詳細はピコピコポンの項目を参照。
しるべの木の葉
ドンマイ先生の住む森に生えている木の葉っぱ。八枚もいで四つに分けて空に投げると、空中で何枚かに別れ、ピコの鍋が埋まっている所に落ちる。
みちびきのノート
ダルー編でパッキーとムンムが城の中に侵入した際に、レフトダルーから教えられた「ペシャンコルーム」の室内で見つけたノート。その名の通り困った時にこのノートを開くと、その状況に応じた解決方法が載っている。パッキー、ムンムに色々な知恵を授けるも、火の石のある部屋に入ったときに燃えてしまった。
オケライザー
ダルー編で登場する虫たちが即席で作ったオケラのような形をした乗り物。最前部に動力源となるガルガリ博士が乗せられており、その頭上にピコピコポンが装着されている。後部にも数人が乗れるスペースがある。ガルガリ博士の金銭欲エネルギーがピコピコポンと連動し動く。
お知らせ大砲
ダルーが自ら造り上げた、遠くの者へメッセージを伝達する大砲。旧式の固定砲台のような形状をしており、装填口付近に発射用のレバーが取り付けてある。
伝達するメッセージを書いた紙を装填して発射すると、上空にそのメッセージが煙の文字で浮かび上がる。数字を伝える事も可能で、その際は数字の分だけ小石を装填する事で煙文字を作成出来る。実用性の高い道具で、当初は小馬鹿にしていたレフトダルーも「魔王なんて辞めて町の発明家になれ」と感心する程。
作中ではダルーがピコの鍋とポンの食器を手に入れるべく、ガルガリ博士を利用するためのメッセージを打ち上げ、この作戦にまんまと掛かった博士はダルーにピコの鍋を売り渡してしまった。その後のエピソードでも城門前などに設置したままの様子が描かれているが、使用される事は無かった。
王の実
ピコポン星の城の中庭に生えている木に1年に1個だけなる実。サッカーボールほどの大きさである。この実をキングの3点セットで調理して食すことにより正式にピコポン星の王になることができる。作中ではドコドンが生で食べてしまい、ダルーの計画は頓挫した。
爆弾リーフ
ドンマイ先生の頭に生えている葉っぱ。ドンマイ先生が食べて、しばらくすると腹の中で爆発する効果がある。爆発した際に、ドンマイ先生の身体の岩が飛ばされ、それがダルーに勢いそのままにぶつかり、ダルーを倒す事になった。
スーパーファン
巨大な風車（かざぐるま）の形をしたファン。ゴジー編においてミーニャを消滅させるべくムンムが考案した。ピコポン1号の先端に装着し、ミーニャの回転方向と逆に回すことでミーニャの回転を止めて消滅させようとした。一度は効果があったが、ミーニャはスーパーファンが回転している間しか消えないため、結局は失敗し、ムンムたちは吹き飛ばされてしまった。
えんぴつぐも、がようしぐも、けしぐも
パッキー一行が邪魔ものミーニャを消そうとし、失敗した後に過って辿りついたブンボウ雲の上で見つけた。けしぐもは書かれたものだけではなく、人や動物など実在の物でも消すことができる（ただし、後述の宝の山内部で遭遇した石像のように、簡単には消せない場合もある）。後の2つはセットであり、がようしぐもにえんぴつぐもで絵を描くことでけしぐもで消したものを蘇らせることができるが、その時に使うえんぴつぐもは一番長いものでなくてはならない。ガルガリ博士は宝を一人占めしようとし、他の3人をけしぐもで消したものの、結局は寂しくなって復活させている。
なお、けしぐもはミーニャを撃退した後でも使用されており、宝の山の探検にて襲いかかってきた石像を倒す際に使ったが、使い過ぎてどんどん磨り減ってしまい最終的に無くなってしまった。
グーグー島大百科事典
グーグー島に関することなら何でも掲載されている事典。ガルガリ博士は自らが消した仲間たちを復活させた際に、この事典でブンボウ雲のことを調べた。なお、「たからさがし編」にて双子池探険前に、宝の山周辺を調べるためにガルガリ博士とドコドンが、この事典と見た目や用途がよく似た「グーグー島のたから」というタイトルの書物を読んでいたが、関連は不明。
スッキリツリー
ドンマイ先生の住む森に生えている木。5枚生えている葉の中で、一つだけ違う葉が、腹痛に効く薬となる。パッキーとムンムが、タコ焼きの食べすぎでお腹を壊したドコドンのために与えた。
しかし、最初に一つだけ違う葉は縞模様がある物と思ったが、実際は他の4枚は裏返しになっていただけで、すべて縞模様だった。実際は5枚の内、枝の下側に生えていた葉が正解で、違う葉を食べたドコドンは一時的に身体が小さく縮んでしまった。ただし、腹痛を治す効能自体は健在で、身体が縮む効果は副作用のようである。
びっくり石
グーグー島の東の沖にある虹色のサンゴ礁の下に眠る石。ピコポン星に水を送るための発電所のエネルギーが足りなくなってしまったために探すことになったが、後にゴジーとパッキーたちの間で争奪戦が繰り広げられた。非常に高いエネルギーを秘めた石で、触るだけで熱い。グーグー島では昔からその存在が知られているらしく、島の民謡にも歌われている。
しゃっくりロボット
怪物に変身したゴジーに対抗するべくガルガリ博士が作った、組み立て式のロボット。外見は前述のガボットをひと回り程小さくしたようなもの。動力源には、ガルガリ博士が密かに確保していたびっくり石を使用しており、名前はそれに肖ったものである。夜間の冷えた外気を強力な冷凍ガスに変換し、それを口から噴射する機能を持つ。やや頼り無げな風貌とは裏腹に非常に高性能なロボットであり、リモコンを必要とせず言葉による命令で動くだけでなく、冷凍ガスによって怪物化したゴジーを一方的に追い詰める程である。しかし、あと一歩という所で夜が明けて冷凍ガスを噴射出来なくなり、ゴジーも変身が解けて元の理性を取り戻してしまったため、決着を付けることが出来なかった。

## 作品に登場する生物
ネゴトバチ
グーグー島に生息している小さな蜂。作中で登場したネゴトバチは、ガルガリ博士の家の近くの小さな木に巣を作って生活していた。この蜂に刺されると即座に眠ってしまい、自分が隠している秘密を寝言で喋ってしまう（なお、刺されて眠ってしまってもしばらく時間が経つと自然に目覚める）。
オンブケロゴン
パッキーたちが最初、怪獣と思っていた“怪獣Ｘ”の正体。大中小とそれぞれが大きさの異なる、三匹が重なり合った小さな蛙。愛らしい外見とは裏腹に、グーグー島に鳴り響くいびきに匹敵する程のものすごい大きな声で鳴く。
石の怪物：西尾徳
グーグー島のゴーストタウンに住んでいる動く石像。言葉を話す事が可能で、その際は移動時と同じく両目が赤く輝く。その正体は、ゴーストタウンの壁画に描かれていた絵が自我と命を得て抜け出した存在。探険で町を訪れたパッキーたちを追い回し、大暴れした。作中ではドコドンが脱ぎ捨てたガボットのパーツを着込んで騙まし討ちを仕掛けたり、石柱に変装していたガルガリ博士とドコドンを見破る、自分を攻撃しようとしたパッキーとムンムを手玉に取るなど、意外にも頭の回転はかなり早い。二度目に前述の壁画前で対峙した際にパッキーとムンムの二人を追い詰めるが、誤って自分が抜け出した時に空いた壁画の穴に入り込んでしまい、直後に仕掛けが作動。隠されていた秘密の壁画が浮上するのと同時に、元の壁画ごと地中へと沈没した。
ちなみに、最初に石の怪物を見たガルガリ博士によると「前に（自分だけで）来た時にこんなものあったかな？　ワシ覚えとらんぞ」との事。
宝の番人：大塚周夫 （「宝探し編」）、齋藤隆 （「ダルー編」「ゴジー編」）
宝の山内部に存在する、宝の箱があった黄金の宮殿の先に安置されている壺で眠っていた、その名の通り“本当の”宝の番人。「宝探し編」と「ダルー編」「ゴジー編」で姿が異なり、前者はアラブ装束のようなもので全身をすっぽり隠した人間の男性のような姿で、後者は雲のような身体に大きな顔が浮かんだ幽霊のような姿。いずれもグーグー島に鳴り響くいびきの正体であり、火山噴火時に4人を助けている。方法はそれぞれで異なっており、前者は宝物よりも生きて無事に帰る事を望んだ4人を認めて魔法でガルガリ博士の家の前まで転移させ、後者は脱出に必要な「命の毛布」という道具を宝物全てと引き換えに渡している。いずれも最終的に入手した宝物は4人の手から失われるが、前者は4人に一枚ずつ金貨を残しており、後者はドコドンがたまたま一つだけ持っていた宝石が残った。
イエムシャコング
裏グーグー島に生息している怪物。いくつものガラクタやゴミが固まった巨人のような姿で、その名の通り家を食べる。パッキーたちが裏グーグー島で最初の冒険として、このイエムシャコングを倒すのが冒険内容となった。ドコドンを捕まえるも、パッキーのアイデアで二つのピコピコポンを入れた家を食べて、腹の中でメチャクチャに暴れられたために、バラバラに吹き飛んだ。吹き飛んだ後には、それまでイエムシャコングが食してきたと思しき大量の建築材料が良好な状態で残った。
人食い植物
キャンディママが、パッキーたちへの第二の冒険の課題として送った種から発芽した怪植物。パッキーたちを捕まえて食べようとしたが、ドコドンのおならによって逃げられてしまう。根が張ってるために近づかなければ安全と思われたが、タンポポの綿毛のような種を出し、それがガルガリ博士に根付いて発芽してしまったため、動き回る小型の第2世が生まれてしまった。初代の人食い植物は、後に充分な水と養分を得る事が出来ずに枯れて活動を停止してしまった。
ガルガリ博士と後に捕獲したパッキーたちの水分を吸収し尽そうとしたが、裏グーグー島の下が海だということで、三つのピコピコポンを使って穴を掘り、そこから溢れ出した海水を浴びせられた事で萎れてガルガリ博士も解放された。
プレスツリー
ピコポン星に生えている意志を持った三本の木。ピコの鍋を作るために必要なもので、プレス機のような機能を持つ。幹にあるヘソのようなコブを決められた回数順に叩くとプレスツリーはピコの鍋の材料の鉄板を圧縮・加工して、ピコの鍋に仕上げてくれる。
海の大将
グーグー島の海底に棲む巨大な鯨。虹色の珊瑚礁の守護者であり、珊瑚礁を狙う者は誰であっても容赦しない。パッキーたちをピコポン1号ごと飲み込んでしまうが、同席していたゴジーの持つ装置で珊瑚礁の案内役として操られてしまう。

## 作品に登場する地名
水の星
ガルガリ博士とドコドンの故郷のグーグー島がある、その名の通り広大な海と豊富で良質な水源で占められている緑色の星。パッキーとムンムが宇宙の旅の途中、見つけた流れ星を追いかける形で偶然にもここに辿り着いた。星の規模自体はそれなりに大きいようだが、確認出来る限り陸はグーグー島のみのようである。
グーグー島
物語の主な舞台となる、水の星にある島。名前の由来は島に鳴り響くいびきのような音からで、作中でも時折鳴り響いている。当初はガルガリ博士とドコドンしか住んでおらず、後述のゴーストタウンの存在から過去には複数の住人がいたと思われるが詳細は不明。横向きのゾウのシルエットのような形の広大な島で水源と自然に恵まれており、貴重かつ珍しい生物も多数生息している。裏グーグー島が出現している間は海中に沈んでいたが、何故か地面の上下は（裏グーグー島と表裏一体であるにも関わらず）元のままであった。
「ゴジー編」では島の北西（ゾウの頭の部分）の一角にゴジーがオフィス街を建設し、一部のビルなどはガルガリ博士の家から背景として確認が可能。また、最終回の描写から島としては大陸とも呼べるほどの規模のようである。
ガルガリ博士の家
ガルガリ博士とドコドンが住まう、グーグー島の浜辺(具体的な場所は不明)に建っている水色をしたサザエ型の家。外窓に該当する突起部分の所々に海藻が干されている。家内は一室だけ描写されておりそれなりに広く、部屋の壁や床などに様々な種類の貝殻が飾られている他に玄関扉付近の壁には神棚が設けられている。稀に博士が使うベッドや机などが置かれている事もある。
「ピコピコポンさがし編」では家から程なく近い場所に温泉があり、当時博士が空中から落としてしまったオレンジ色のピコピコポンが沈んでいた。「たからさがし編」では友の会の会合地や探検時の拠点になる事も多く、宝の山探検時や「ゴジー編」では付近にピコポン一号を停泊させていた。
また「ゴジー編」では、博士たちの留守中にグーグー島に住み着いたゴジーによって島の有形文化財「原住民の家（復元）」として手が加えられて以前よりも立派になっている。
穴ぼこ山
グーグー島にある、洞窟がたくさんある山。洞窟の中には蝶や蛇や熊などの生物が住んでいる。ガルガリ博士は、この中に当時入手していた緑のピコピコポンを隠した。
ドクロ岩
グーグー島にある、人間の頭蓋骨のような形をした大岩。額部分に五つの花があり、何処からともなく聞こえる不思議な歌に合わせ、歌詞にある数の分だけ花が開閉する。目と鼻に位置する部分には穴が空いており、そこから内部を覗いたり中へ入る事も出来る。内部にはここに訪れた時期に行方不明になっていたオレンジ色のピコピコポンが入り込んでおり、さらに不思議な歌声の正体が存在している。
宝の山
グーグー島のほぼ中心に位置する大きな山。ガルガリ博士の家などから背景として確認できる。ガルガリ博士がゴーストタウンで入手した（後述）地図により、宝物が隠されていることからこう呼ばれる。また、後にこの山は火山であることが判明した。非常に険しく登るのは困難で、ガルガリ博士はそのために空を飛ぶ練習に励んでいた。後にピコポン１号で山の上空にたどり着くが着陸できる場所が無く、再度訪れた際にはミーニャの襲撃もあって一度は断念。ミーニャを撃退した後に、ピコピコポンを吹いて空を飛び（この案はドコドンが偶然思いついた）直接山に降り立つことに成功した。探険後は火山が噴火し、その影響で以降では背景の山の先端が崩れている。
ゴーストタウン
宝の山のふもとにある不気味な廃墟の町。多くの建物が崩れているが、隠しスイッチで開閉する扉など一部の仕掛けなどはそのまま残っている。作中で四人はここに二度訪れているが、ガルガリ博士は以前に一人でゴーストタウンを訪れたことがあり、その際に彼はここで宝の地図を入手している。
作中で最初に訪れた際に町中で石像を発見。直後に動き出し襲い掛かってきたため、四人は退散することとなった。この石像は四人に「石の怪物」と呼ばれた（『#作品に登場する生物』参照）。この「石の怪物」は、前述通り元々は町にあった壁画に描かれていたものが命と意思を得て絵から抜け出したものであり、実はこの壁画と「石の怪物」こそがゴーストタウンに隠されている秘密を解く鍵であった。
双子池
グーグー島にある二つの池。双子と呼ばれるが大きさは異なり、それぞれ小さな池と大きな池で隣接している。それに伴い当初は大小の呼称を用いていたが、次回からは何故か深浅で区別している。これらを統合すると、それぞれ「底が深い小さな池」と「底が浅い大きな池」となるようである。
ミーニャの妨害により空から宝の山に近づくのは困難となり、「宝の山の周辺の調査」をムンムが考案し、後にガルガリ博士がこの池の存在を提示した。なお、この池は以前にガルガリ博士だけが訪れたが、ドコドンはその際の話を当時に聞かされていたようで、後述の池に住む怪獣の存在を知っていた。
この池にはどちらかに怪獣が住み着いており、ガルガリ博士の目撃情報では当初は小さな池に怪獣がいるとされ、探険時は大きな池を渡ったが、実際には大きな池にも住み着いていたようで、ガルガリ博士とドコドンはエイの様な平らな魚類型の怪獣に襲われてしまった。
キャンディママ編では、裏グーグー島の『トンネル池』と互いの池底が繋がっている（双子池側は劇中では小さな池にも見えるが、実際に繋がっているのは大小どちらの池かは明確にされていない）事が明かされ、パッキーとムンムはここから表グーグー島に残されたピコポン1号を回収している。
シロホン洞窟
双子池近辺にある洞窟。双子池を探険中に、怪獣に襲われたガルガリ博士とドコドンが飛ばされた場所である。ガルガリ博士の宝の地図では『歌鍾乳洞』という名称で載っている。
洞窟内には木琴や鉄琴のような長さや並び方で垂れ下がった乳白色の鍾乳石があり、これを叩くとそれぞれが楽器と同様の音階で音が鳴る。パッキーの話によれば、水の星の前に訪れた別の星にてこの洞窟と類似したものを目にしており、その経験からムンムがこの歌鍾乳洞を『シロホン洞窟』と命名した。
ドーナツ岩
グーグー島にある、その名の通りドーナツのような輪状の形をした大岩。パッキーが操縦するピコポン1号で宝の番人であるミーニャを誘き寄せ、岩に引っ掛かったところを下で待機していたムンムたちが、ブンボウ雲で入手した「けしぐも」を使ってミーニャを消滅させるために利用した。
氷の洞くつ
グーグー島にて、宝の山とは別の岩山にある洞窟で、宝の番人であるミーニャを閉じ込めるために利用した。「キャンディママ編」では『三角岩』と呼称されている。
その名の通り中は天井、床、壁に至るまで全てが氷で覆われており、この洞窟を知るガルガリ博士曰く「寒いなんてものでなく、中はガチガチのブルブル」。防寒具を着込んでいなければ、たちまち凍ってしまう程の極寒の洞窟であり、洞窟内の至る所に氷漬けとなった動物達が確認できる。ミーニャを閉じ込める際にガルガリ博士が巻き込まれるアクシデントがあったが、結果的に博士を救出し、ミーニャを閉じ込めることに成功した。なお、ミーニャは「キャンディママ編」では裏グーグー島出現中に自力でここから脱出し、海中の表グーグー島に残されていたピコポン1号内に隠れ潜んでいた。
迷い道
宝の山の内部にある『迷い穴』と呼ばれる洞窟内に広がる迷路。宝の山内部のマグマ地帯から進んだ先にあるが、迷い穴の入口周辺は屋外で、洞窟内からは小さな川が流れているなどそれまでの場所とは一風変わっており、実際に宝の山のどの位置にあるかは不明。内部はその名の通り多くの分かれ道が点在する迷路となっており、曰く「迷ったら最後、ミイラやガイコツになっても出られない」。また、道中ではここで迷い行き倒れになった者と思しき白骨が襲ってくる。
作中では偽物の宝箱に住み着いていたトカゲのような生物に噛まれ、その毒に冒され正気を失ったガルガリ博士が迷い込んでしまう。パッキーが単独で迷い道を突破し、最深部でガルガリ博士と合流し正気を取り戻させるが、直後に地震による落盤で二人は閉じ込められてしまう。その後、パッキーが書いた迷い道の地図を水筒に入れ洞窟内を流れる川に流し、それを迷い穴の入口で見つけたムンムとドコドンによって無事に救出される。この後に再び地震に見舞われるが、そこで迷い道に隠されたある秘密が明らかになった。
ブンボウ雲
グーグー島の上空に浮かぶ雲海。その名の通り、ここには文房具を模った雲が散在しており、それぞれが実際の文房具としての役割や機能を有している。詳細は“作中に登場するアイテム・メカ ”の項目欄参照。
虹色の珊瑚礁
グーグー島の東の岬の先にある美しい珊瑚礁。「海の大将」と呼ばれる巨大な鯨がここの番人を務めている。珊瑚礁の下には、巨大なエネルギーを持つ『びっくり石』が埋まっている。
裏グーグー島
キャンディママが火山のスイッチを入れることで、グーグー島が文字通りひっくり返って出現した島。表グーグー島とは島の形状が異なり、島の中央にはママが住む機械仕掛けの塔がある。自然豊かな表グーグー島に比べると荒涼としていて殺風景だが、動植物も一応存在する。パッキー達を追いつめたママが、ロボット工場建設のくい打ち式を行った際、その反動で再び表グーグー島にひっくり返る（ガルガリ博士の見立てでは、キャンディママの暴挙にグーグー島が怒ったため）。
カラカラ砂漠
裏グーグー島にある砂漠。この砂漠にはゆっくり動く『ゆっくり岩』という岩があり、この岩の下にボンベの実がある。
トンネル池
裏グーグー島にある池。その名の通り池底はトンネルのように入り組んでおり、その奥深くは表グーグー島の『双子池』と繋がっている。
ツボ谷
キャンディママを封印するための『ゼロの壺』が隠されている。常に強風が吹いており、意志を持つ大木がキャンディママを倒すヒントを込めた歌を歌っている。
クモの巣星
その名の通り蜘蛛の巣のような網目状の星。ムンムによると宇宙の旅の途中で危うく引っ掛かりそうになったとの事だが、作中ではピコポン1号を暴走させ宇宙に飛び出してしまったガルガリ博士が引っ掛かってしまった。グーグー島のある水の星からそれ程離れた距離ではないようで、パッキー達に協力したミーニャによってピコポン1号と一緒にガルガリ博士は島に連れ戻された。なお、この際の落下時にピコポン1号は地面にぶつかっており、後にその衝撃でピコピコポンを鳴らす機械に穴が空いてしまい、燃料のピコオイルが漏れ出してしまった模様。
ピコポン星
パッキーとムンムの故郷。元々はトンボやテントウムシのような姿の虫達が住む星だったが、パッキー達の両親が難民として流れ着いた。パッキーとムンムの体色に似たピンクとオレンジの二つの月が星の周りを回っている。「ゴジー編」では、ダルーの支配による後遺症が原因で後述の水源であるこんこん湧水が枯渇してしまい、水不足で滅びかける。最終回では、水の星より補給された水の重さによって宇宙から墜落し、水の星に激突する。その描写から見る限り、星の規模はかなり小さいようである。
フラーラの園
ピコポン星で、パッキーとムンムが昔世話をしていた花畑。ダルーに征服された後は、崩れた花壇を残し荒地となっていた。キングの3点セットの一つ『ピコの包丁』が隠されていた。
ペシャンコルーム
ピコポン星の城にある一室で、『みちびきのノート』が隠されている書物庫。入室した際は一時間以内に部屋を出ないと仕掛けが作動し、出入り口が閉ざされるのと同時に天井が下がってきてペシャンコにされてしまう。作動してしまった場合は、ある方法で仕掛けを解除する事で脱出が可能。
こんこん湧水
ピコポン星の唯一の水源である、小さな岩場から湧き出る湧水。この岩場の内部の奥深くには、非常時用に三日分の水を蓄えた貯水槽『三日タンク』がある。「ゴジー編」冒頭にて、ダルーの支配による後遺症でこの湧水が枯渇してしまい、ピコポン星は深刻な水不足に陥ってしまう。
城地下
ピコポン星の城の地下に広がる洞窟地帯。当初はダルーの侵略から逃げ延びた虫たちが隠れ住んでいた他に、入り組んだ洞窟内は地上の城内のあちこちに繋がっている。

## その他の用語
グーグー風邪
グーグー島に不慣れな外来者などが、島の空気や水を摂取する事で稀に発病する風邪。症状は病名通り通常の風邪と似ているが、激しい頭痛とかなりの高熱が出る。普通の風邪薬では効果が無く、治療にはグーグー島に自生している「ニガニガ人参」と呼ばれる植物が必要。作中ではパッキーがこの病気にかかっていた。
宝探し友の会
ガルガリ博士が発足した、その名の通りグーグー島の宝を探すための団体・及びその団体名。会長は発足者のガルガリ博士が担っている。また、ガルガリ博士が作詞・作曲した「宝探し友の会の歌」を会歌としており、最初は他の三人は関心を示していなかったが、後に親しまれるようになった。余談だが、この団体発足前のあるエピソードでは「怪獣Xをやっつける友の会」なる宝探し友の会の前身のような会があったが、約一日で目的を達成し解散している。

## 放送リスト

### ピコピコポンさがし編
| 回 | タイトル        | 初回放送日     | 1987   | 1988   | 1989  | 1990  |
| -- | --------------- | -------------- | ------ | ------ | ----- | ----- |
| 01 | なまえはなーに? | 1987年04月06日 | 第1話  | 第1話  | 第1話 | 第1話 |
| 02 | なかまさがし    | 1987年04月25日 | 第2話  | 第2話  | 第2話 | 第2話 |
| 03 | どれがちがう?   | 1987年05月09日 | 第3話  | 第3話  | 第3話 |       |
| 04 | なんだろう?     | 1987年05月23日 | 第4話  | 第4話  | 第4話 |       |
| 54 | なんだろう?     | 1990年04月24日 |        |        |       | 第3話 |
| 05 | どっちがおおい? | 1987年06月06日 | 第5話  | 第5話  |       |       |
| 37 | どっちがおおい? | 1989年05月17日 |        |        | 第5話 |       |
| 06 | かずのしるし    | 1987年06月20日 | 第6話  | 第6話  | 第6話 |       |
| 07 | かずのなまえ    | 1987年07月04日 | 第7話  | 第7話  | 第7話 |       |
| 08 | からっぽ        | 1987年08月31日 | 第8話  | 第8話  | 第8話 |       |
| 09 | ばんごう        | 1987年09月19日 | 第9話  | 第9話  |       |       |
| 38 | ばんごう        | 1989年06月14日 |        |        | 第9話 |       |
| 10 | かずはおなじ    | 1987年10月03日 | 第10話 | 第10話 |       |       |

### たからさがし編
| 回 | タイトル           | 初回放送日     | 1987   | 1988   | 1989   | 1990  |
| -- | ------------------ | -------------- | ------ | ------ | ------ | ----- |
| 11 | せいくらべ         | 1987年10月17日 | 第11話 | 第11話 | 第10話 |       |
| 12 | ながさくらべ       | 1987年10月31日 | 第12話 | 第12話 | 第11話 |       |
| 21 | おもい・かるい     | 1988年07月09日 |        | 第13話 | 第12話 |       |
| 22 | ふえた・へった     | 1988年08月29日 |        | 第14話 | 第13話 |       |
| 13 | コップとジュース   | 1987年11月14日 | 第13話 | 第15話 | 第14話 |       |
| 14 | みぎとひだり       | 1987年11月28日 | 第14話 | 第16話 | 第15話 |       |
| 15 | まえとうしろ       | 1987年12月12日 | 第15話 | 第17話 | 第16話 |       |
| 16 | このつぎなーんだ?  | 1988年01月11日 | 第16話 | 第18話 | 第17話 |       |
| 17 | どんなかたち?      | 1988年01月30日 | 第17話 | 第19話 | 第18話 |       |
| 18 | とんがりさんかく   | 1988年02月13日 | 第18話 | 第20話 | 第19話 |       |
| 55 | からっぽ           | 1990年05月01日 |        |        |        | 第4話 |
| 56 | ながさくらべ       | 1990年05月08日 |        |        |        | 第5話 |
| 57 | まるさんかくしかく | 1990年05月15日 |        |        |        | 第6話 |
| 19 | ちずをかこう       | 1988年02月27日 | 第19話 | 第21話 | 第20話 | 第7話 |
| 20 | たからもの         | 1988年03月12日 | 第20話 |        |        |       |
| 23 | たからもの         | 1988年11月05日 |        | 第22話 |        |       |
| 39 | たからもの         | 1989年11月01日 |        |        | 第21話 |       |
| 58 | たからもの         | 1990年05月29日 |        |        |        | 第8話 |

### キャンディママ編
| 回 | タイトル            | 初回放送日     | 1988   |
| -- | ------------------- | -------------- | ------ |
| 24 | なかまさがし 2      | 1988年11月12日 | 第23話 |
| 25 | たりる・たりない    | 1988年11月19日 | 第24話 |
| 26 | どっちがおおい? 2   | 1988年11月26日 | 第25話 |
| 27 | わける              | 1988年12月03日 | 第26話 |
| 28 | かずのきごう        | 1988年12月10日 | 第27話 |
| 29 | うえとした          | 1989年01月09日 | 第28話 |
| 30 | このつぎなーんだ? 2 | 1989年01月21日 | 第29話 |
| 31 | はやい・おそい      | 1989年01月28日 | 第30話 |
| 32 | とけい              | 1989年02月04日 | 第31話 |
| 33 | せまい・ひろい      | 1989年02月18日 | 第32話 |
| 34 | どんなかたち? 2     | 1989年02月25日 | 第33話 |
| 35 | どこにあるの?       | 1989年03月04日 | 第34話 |
| 36 | まとめ              | 1989年03月11日 | 第35話 |

### ダルー編
| 回 | タイトル            | 初回放送日     | 1989   | 1990   |
| -- | ------------------- | -------------- | ------ | ------ |
| 40 | なかまさがし 2      | 1989年11月08日 | 第22話 | 第9話  |
| 41 | たりる・たりない    | 1989年11月15日 | 第23話 | 第10話 |
| 42 | どっちがおおい? 2   | 1989年11月22日 | 第24話 | 第11話 |
| 43 | かずはおなじ        | 1989年11月29日 | 第25話 | 第12話 |
| 44 | わける              | 1989年12月06日 | 第26話 | 第13話 |
| 45 | かずのきごう        | 1990年01月10日 | 第27話 | 第14話 |
| 46 | うえとした          | 1990年01月17日 | 第28話 | 第15話 |
| 47 | このつぎなーんだ? 2 | 1990年01月24日 | 第29話 | 第16話 |
| 48 | はやい・おそい      | 1990年01月31日 | 第30話 | 第17話 |
| 49 | とけい              | 1990年02月07日 | 第31話 | 第18話 |
| 50 | せまい・ひろい      | 1990年02月14日 | 第32話 | 第19話 |
| 51 | どんなかたち? 2     | 1990年02月21日 | 第33話 | 第20話 |
| 52 | どこにあるの?       | 1990年02月28日 | 第34話 | 第21話 |
| 53 | まとめ              | 1990年03月07日 | 第35話 | 第22話 |

### ゴジー編
| 回 | タイトル            | 初回放送日     | 1990   |
| -- | ------------------- | -------------- | ------ |
| 59 | どれがちがう?       | 1990年11月06日 | 第23話 |
| 60 | どっちがおおい? 3   | 1990年11月13日 | 第24話 |
| 61 | かずのきごう 2      | 1990年11月20日 | 第25話 |
| 62 | おもい・かるい      | 1990年11月27日 | 第26話 |
| 63 | ふえた・へった      | 1990年12月04日 | 第27話 |
| 64 | コップとジュース    | 1991年01月07日 | 第28話 |
| 65 | まえとうしろ        | 1991年01月22日 | 第29話 |
| 66 | みぎとひだり        | 1991年01月29日 | 第30話 |
| 67 | このつぎなーんだ? 3 | 1991年02月05日 | 第31話 |
| 68 | ならびかた          | 1991年02月12日 | 第32話 |
| 69 | えらびかた          | 1991年02月19日 | 第33話 |
| 70 | まとめ 2            | 1991年02月26日 | 第34話 |
| 71 | まとめ 3            | 1991年03月05日 | 第35話 |